# Kevin Labanc
Kevin Labanc (* 12. Dezember 1995 in Staten Island, New York) ist ein US-amerikanischer Eishockeyspieler, der seit Oktober 2024 bei den Columbus Blue Jackets aus der National Hockey League unter Vertrag steht. Zuvor verbrachte der rechte Flügelstürmer acht Jahre bei den San Jose Sharks.

## Karriere

### Jugend
Labanc, der auf Staten Island im Bundesstaat New York geboren wurde, verbrachte seine Juniorenzeit in New Jersey, wo er bis 2011 unter anderem für die New Jersey Colonials und New Jersey Rockets in den Kinder- und Juniorenligen des Bundesstaates spielte. Als 15-Jähriger wechselte der Stürmer im Sommer 2011 in das US National Team Development Program des US-amerikanischen Eishockeyverbandes USA Hockey. Mit Beginn der Spielzeit 2011/12 war Labanc für das in der United States Hockey League spielberechtigte Verbandsteam aktiv, für das er im Saisonverlauf 33 Spiele absolvierte. Zusätzlich bestritt er 52 weitere Partien für das U17-Nationalteam. In den kumuliert 85 Begegnungen sammelte er 33 Scorerpunkte, davon elf in der USHL. Die folgende Spielzeit teilte sich nach dem gleichen Prinzip auf. Er absolvierte 26 USHL-Spiele, in denen er neun Punkte sammelte, fünf Spiele für die U17-Mannschaft sowie 62 für die U18-Nationalmannschaft. Im Sommer 2013 verließ der Flügelstürmer schließlich das Förderungsprogramm.
Zunächst hatte Labanc sich dazu entschieden, seine Karriere im Eishockeyprogramm der University of Notre Dame im Spielbetrieb der des US-amerikanischen College-Verbandes National Collegiate Athletic Association voranzutreiben. Nach eingehender Beratung mit seiner Familie entschied er sich jedoch dazu, den Weg über die Juniorenligen der Canadian Hockey League in den Profibereich zu gehen. Der Angreifer schloss sich daraufhin den Barrie Colts aus der Ontario Hockey League an, die ihn wenige Wochen zuvor in der OHL Priority Selection in der sechsten Runde an 103. Stelle ausgewählt hatten. Mit Beginn der Saison 2013/14 stand der damals 17-Jährige im Kader der Colts an der Seite der späteren Erstwahl im NHL Entry Draft Aaron Ekblad. Labanc steuerte in seiner Rookiespielzeit in 65 Spielen 35 Scorerpunkte bei und erreichte mit dem Team die zweite Runde der Play-offs. Dort erzielte er in elf Spielen weitere sieben Punkte. Anschließend wurde er im NHL Entry Draft 2014 in der sechsten Runde an 171. Stelle von den San Jose Sharks aus der National Hockey League ausgewählt. Im folgenden Spieljahr gelang dem Flügelstürmer schließlich der Durchbruch in der OHL. Er sammelte im Saisonverlauf insgesamt 107 Scorerpunkte und war damit sechstbester Scorer der gesamten Liga. Mit seinen Sturmkollegen Joseph Blandisi und Andrew Mangiapane bildete er eine der torgefährlichsten Angriffsreihen der Liga, die zusammen 323 Punkte verbuchte. In den Play-offs scheiterte das Team aber erneut in der zweiten Runde. In seinem dritten Jahr ließ Labanc eine erneute Steigerung folgen. Der US-Amerikaner steigerte seine Punktausbeute noch einmal um 20 Punkte. Seine insgesamt 127 Punkte bescherten ihm neben der Wahl ins Second All-Star Team der Liga zahlreiche individuelle Auszeichnungen. Als Topscorer der Liga erhielt er die Eddie Powers Memorial Trophy, zudem auch als punktbester rechter Flügelstürmer die Jim Mahon Memorial Trophy. Abgerundet wurde die Sammlung mit der Leo Lalonde Memorial Trophy für den besten Overage-Spieler der Spielzeit. In den Play-offs scheiterten die Colts diesmal in der dritten Runde. Teamintern war der US-Amerikaner mit 26 Punkten in den 15 Spielen wieder bester Akteur seines Klubs.

### NHL
Nachdem Labanc mit den Barrie Colts im Conference-Finale der Play-offs an den Niagara IceDogs gescheitert war, wechselte er Ende April 2016 schließlich ins Profilager. Die San Jose Sharks, bei den er zu Beginn des vorangegangenen Monats einen NHL-Einstiegsvertrag mit einer Laufzeit von drei Jahren unterschrieben hatte, beorderten ihn in ihr Farmteam. Mit den San Jose Barracuda aus der American Hockey League absolvierte der Angreifer das vierte Spiel der Play-off-Serie gegen die Ontario Reign. Die dritte Niederlage San Joses war gleichbedeutend mit dem Ausscheiden in der Best-of-Five-Serie. Im Oktober 2016 nahm Labanc am Trainingslager der San Jose Sharks teil und gehörte einen Tag vor dem Saisonstart zu den letzten Spielern, die ins Farmteam geschickt wurden. Nachdem er dort in den ersten sechs Saisonspielen zehn Scorerpunkte gesammelt hatte, wurde er erstmals in den NHL-Kader San Joses berufen und feierte am 8. November sein Debüt.
In der Folge etablierte sich Labanc als regelmäßiger Scorer im NHL-Aufgebot der Sharks, wobei er in der Spielzeit 2018/19 mit 56 Punkten aus 82 Partien seine bisher beste Karriere-Statistik erreichte. Im Oktober 2020 unterzeichnete er in der Folge einen neuen Vierjahresvertrag in San Jose, der ihm ein durchschnittliches Jahresgehalt von 4,725 Millionen US-Dollar einbringen soll. Nach Erfüllung dessen schloss er sich im Oktober 2024 als Free Agent den Columbus Blue Jackets an.

### International
Durch das Engagement im US National Team Development Program empfahl sich Labanc im Juniorenbereich zur Teilnahme an der World U-17 Hockey Challenge 2012 in der kanadischen Provinz Ontario sowie der U18-Junioren-Weltmeisterschaft 2013 in der russischen Olympiastadt Sotschi. Im Rahmen der World U-17 Hockey Challenge lief Labanc in fünf der sechs Turnierspiele der US-Amerikaner auf, die erst im Finale dem russischen Team unterlagen. Der Angreifer verbuchte in den fünf Turnierspielen keinen Scorerpunkt, nahm am Turnierende aber die Silbermedaille mit nach Hause. Bei der U18-Junioren-Weltmeisterschaft ein Jahr später sicherten sich die US-Amerikaner nach einer Finalniederlage gegen Erzrivale Kanada erneut die Silbermedaille. Der rechte Flügelstürmer absolvierte alle sieben Begegnungen und erzielte beim Vorrundensieg über Lettland sein einziges Tor.
Im Rahmen der Weltmeisterschaft 2021 gab Labanc sein Debüt für die A-Nationalmannschaft der USA und gewann dort mit ihr die Bronzemedaille.

## Erfolge und Auszeichnungen
- 2016 Eddie Powers Memorial Trophy
- 2016 Jim Mahon Memorial Trophy
- 2016 Leo Lalonde Memorial Trophy
- 2016 OHL Second All-Star Team

### International
- 2012 Silbermedaille bei der World U-17 Hockey Challenge
- 2013 Silbermedaille bei der U18-Junioren-Weltmeisterschaft
- 2021 Bronzemedaille bei der Weltmeisterschaft

## Karrierestatistik
Stand: Ende der Saison 2024/25

### International
Vertrat die USA bei:
- World U-17 Hockey Challenge 2012
- U18-Junioren-Weltmeisterschaft 2013
- Weltmeisterschaft 2021

(Legende zur Spielerstatistik: Sp oder GP = absolvierte Spiele; T oder G = erzielte Tore; V oder A = erzielte Assists; Pkt oder Pts = erzielte Scorerpunkte; SM oder PIM = erhaltene Strafminuten; +/− = Plus/Minus-Bilanz; PP = erzielte Überzahltore; SH = erzielte Unterzahltore; GW = erzielte Siegtore; 1 Play-downs/Relegation; Kursiv: Statistik nicht vollständig)